# Sergi Pino
Sergio Pino Capdevila (Barcelona, España; 3 de julio de 1987) es un jugador de baloncesto español. Actúa de alero y juega en el Club Bàsquet Cornellà de la Liga LEB Plata.

## Trayectoria
Se formó en las categorías inferiores del Club Bàsquet Cornellà, del Joventut de Badalona y del Bàsquet Manresa. El alero, de 1,99 metros de estatura, dio el salto a la Liga EBA de la mano del Club Basquet Olesa en la campaña 2005-2006. Las dos temporadas siguientes jugó en LEB Plata con el Unió Básquet Sabadell. De ahí pasó al C.B. L´Hospitalet de la Liga LEB Plata, donde permaneció dos años, hasta la campaña 2009-2010.
Pino acumularía experiencia en la segunda categoría del baloncesto nacional, donde jugó cuatro temporadas en equipos de LEB Oro, jugando dos años en el CB Sant Josep Girona, una temporada en el Força Lleida y otra más en el Melilla Baloncesto y donde cuajó buenos números el curso anterior con un promedio de 7,3 puntos, 3,4 rebotes y 1,5 asistencias en 26 partidos.
En 2014, firma con el CB Valladolid, donde realizó una media de 11’2 puntos, 4’1 rebotes y una valoración de 10’2 (Liga Regular y Play-off).
En la temporada 2015-16, llegó a debutar en la Liga ACB con el Morabanc Andorra, club con el que jugó 31 partidos.
Tras una temporada en Andorra, en las siguientes temporadas, regresaría a la Liga LEB Oro de la mano de San Sebastián Gipuzkoa Basket Club, Quesos Cerrato Palencia y Club Basquet Coruña.
En la temporada 2019-20, firma por el CB Lliçà d'Amunt de Liga EBA.
El 12 de julio de 2020, se compromete con el CB Esparreguera.
El 26 de julio de 2022, firma por el Club Bàsquet Cornellà de la Liga LEB Plata. 

### Selección nacional
Es internacional en la modalidad de 3x3 con quien participaría en el torneo preolímpico de cara a los Juegos de Tokio 2021. Entre sus logros más relevantes, destacaría la cuarta posición en el Europeo 3x3 del 2019.